# Старое Горохово
Старое Горохово — деревня в Свердловском районе Орловской области. Входит в состав Кошелёвского сельского поселения. Население — 36 чел. (2010). Малая родина русского писателя и публициста Николая Семёновича Лескова.

## История
В 19 веке — село Горохово Орловского уезда Орловской губернии.

## География
Деревня расположена на берегу реки Озерна.
Уличная сеть представлена двумя объектами: Садовая улица и улица Лескова.
Географическое положение: в 19 километрах от районного центра — посёлка городского типа Змиёвка, в 47 километрах от областного центра — города Орёл и в 369 километрах от столицы — Москвы.

## Население
| 2010 |
| ---- |
| 36   |

## Известные жители
В Горохово (4 [16] февраля 1831) родился Николай Семёнович Лесков, русский писатель и публицист. Имя прославленного земляка носит теперь улица в деревне.

## Инфраструктура
Действовала в 19 веке церковь.